# Betsileo (volk)
De Betsileo zijn een etnische groep in Madagaskar.

## Etniciteit
Als inwoners van een gebied zonder kust, hebben veel Betsileo, net als de Merina, hun oorspronkelijke trekken behouden. In het verleden kwamen weinig huwelijken voor met Europeanen, maar wel kwam het regelmatig voor dat verarmde Betsileo zich verbonden met Afrikaanse slaven. Hun huid varieert daardoor van licht koperkleurig tot donkergekleurd en ze hebben zwart kroeshaar.

## Verspreiding
De Betsileo leven op het centrale hooglanden van Madagaskar en noemen hun land tanin-drazana, het land van de voorouders. Ten noorden van de Betsileo, voorbij de rivieren de Manandona en de Mania, leven de Merina. Ten westen en zuiden leven de Bara en ten oosten de Betsimisaraka en de Tanala. Hun grondgebied beslaat ongeveer 40.000 km². 
De hoofdstad van de Betsileo is Fianarantsoa. Andere belangrijke centra van de Betsileo zijn de steden Antsirabe (een Merina-stad), Ambositra, Ambohimahasoa en Ambalavao. Het aantal Betsileo stijgt met ruim 3 procent per jaar. Veel Betsileo migreren naar gebieden in Madagaskar met een lagere bevolkingsdichtheid. In de regio Betsiboka bijvoorbeeld, in het noordelijkste gedeelte van de centrale hooglanden, leven ongeveer 150.000 Betsileo.

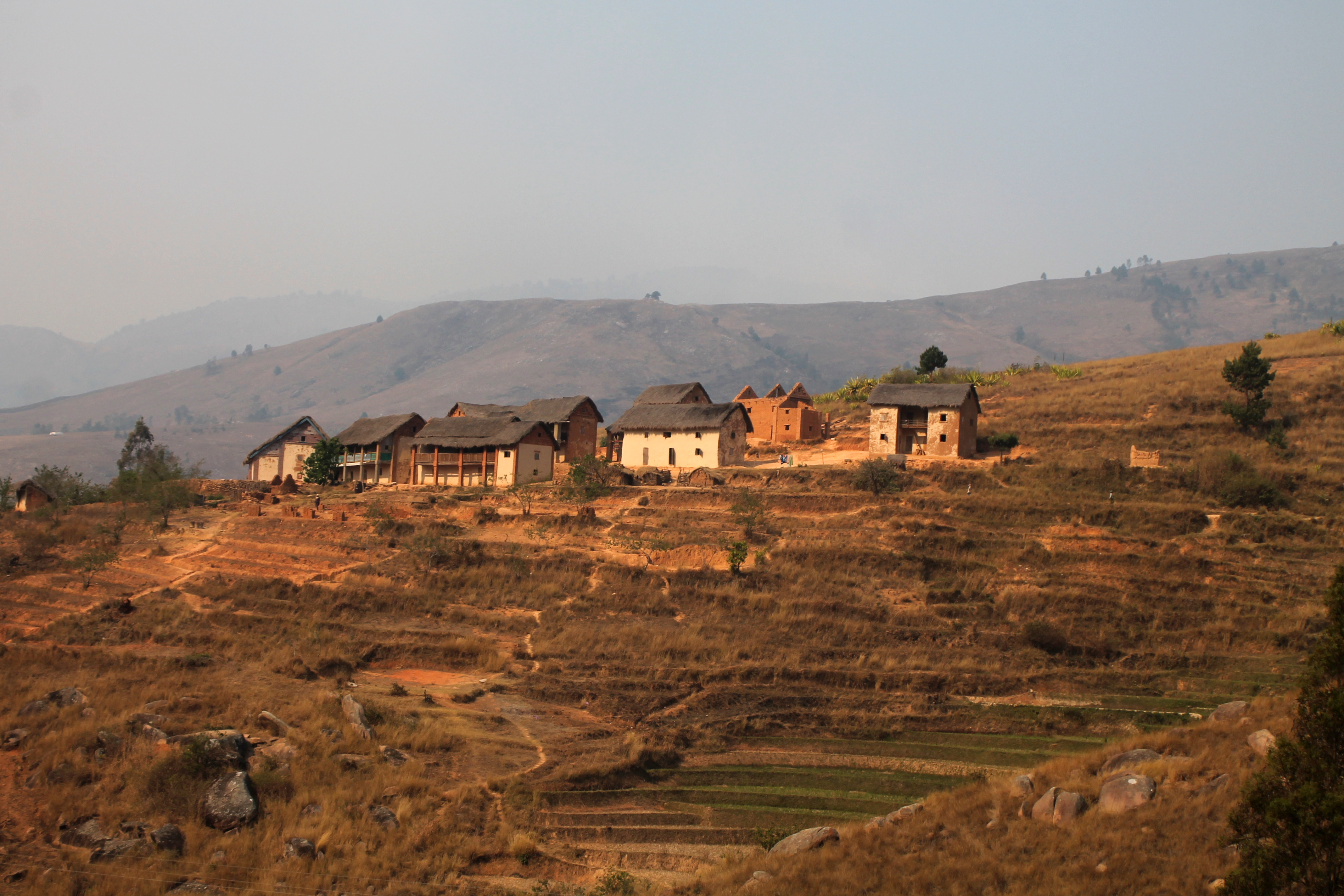
Een dorp in de hooglanden
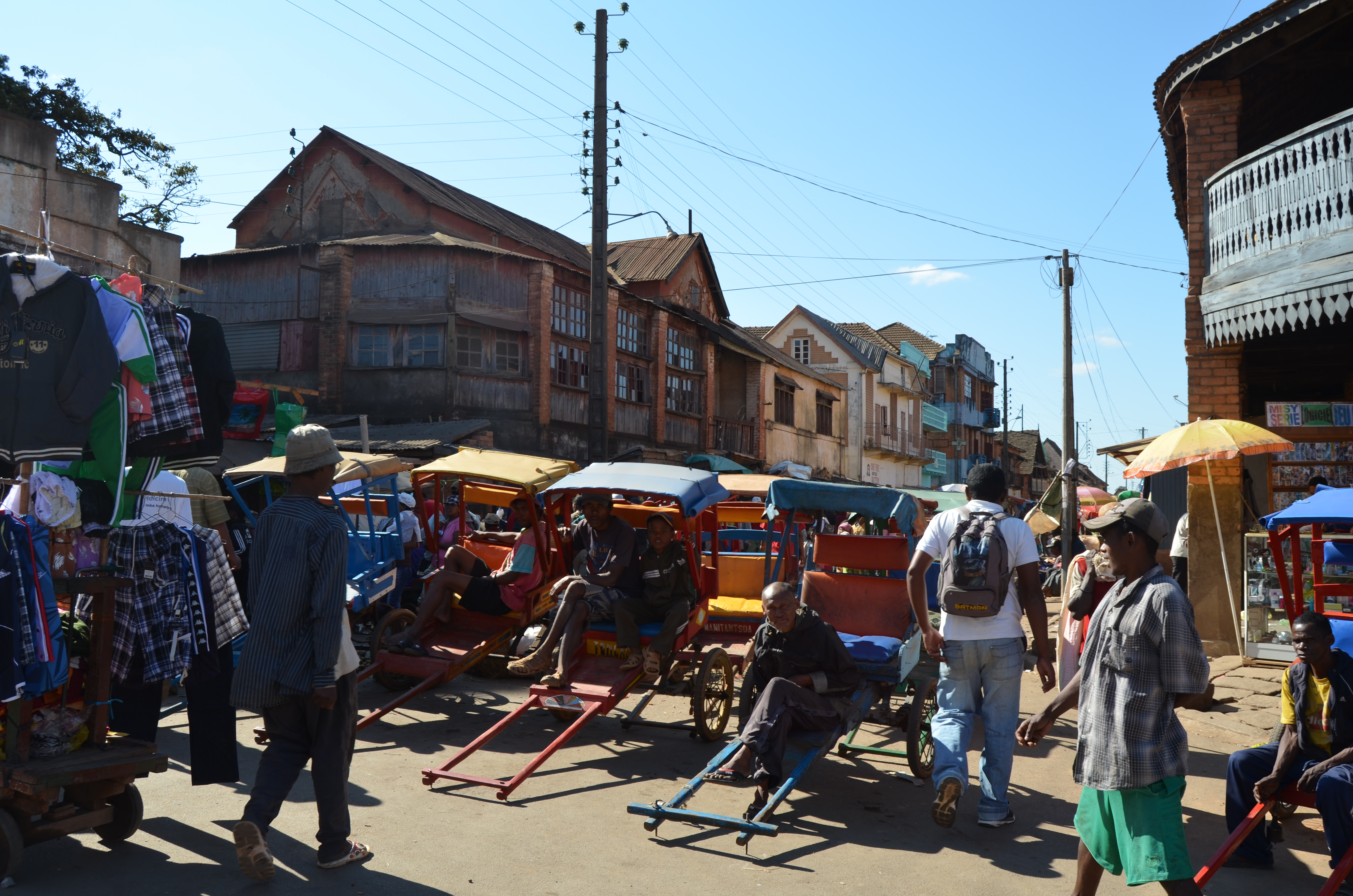
Straat in Ambositra
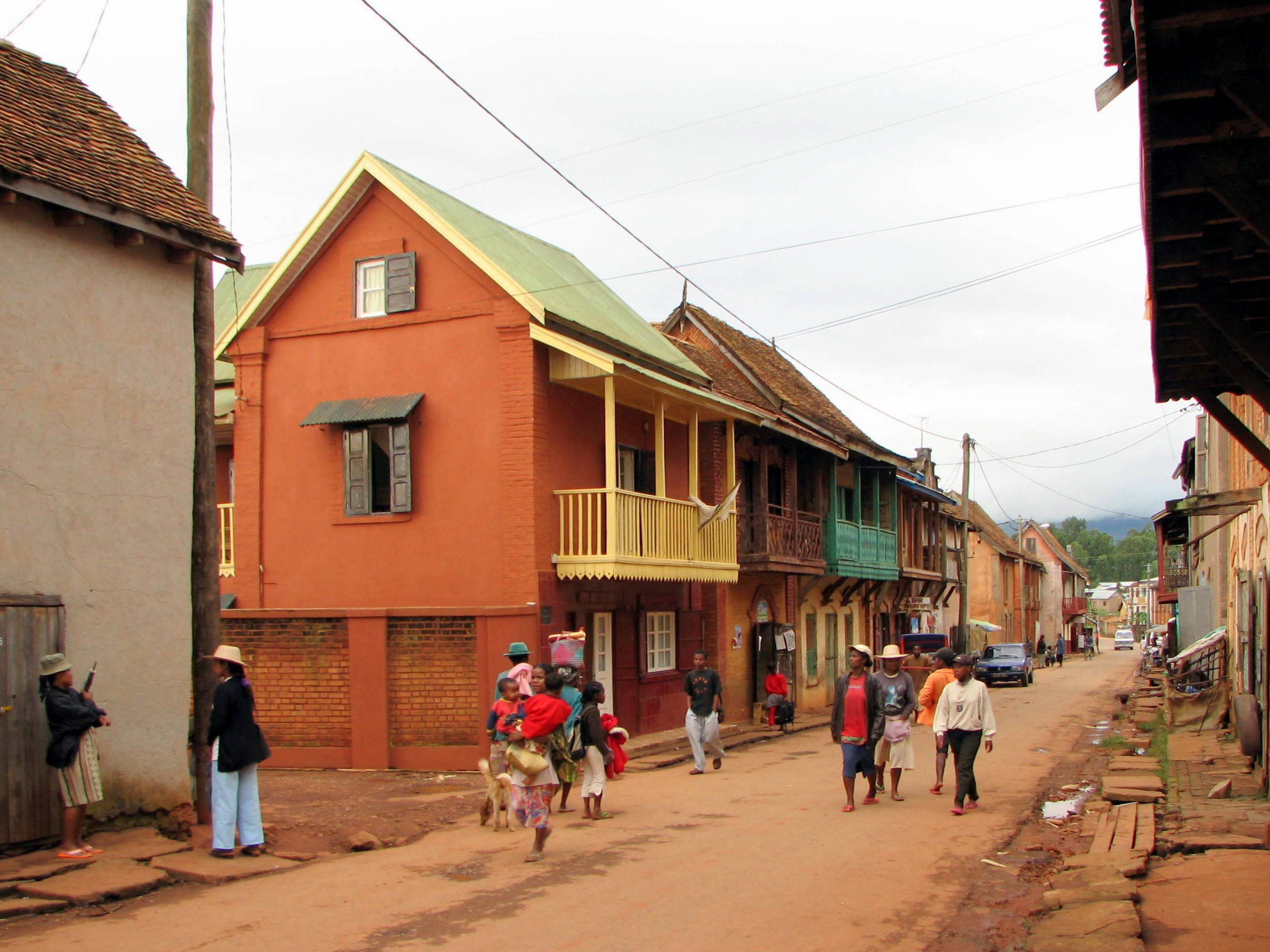
Straat in Ambalavao

## Geschiedenis

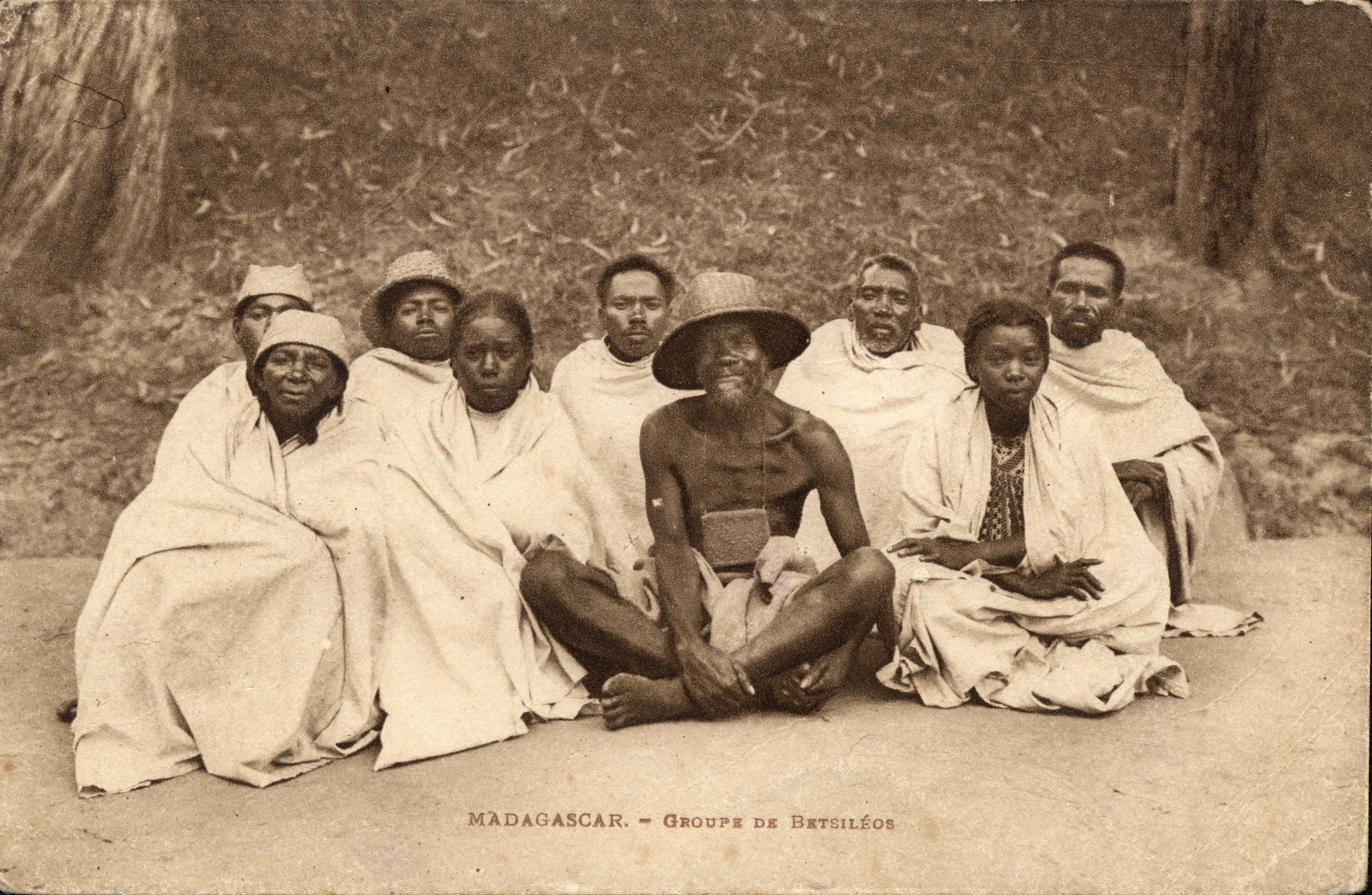
Betsileo aan het begin van de 20e eeuw

Volgens documenten van Franse ontdekkingsreizigers was Arindrano een eerdere naam voor de inwoners van het grondgebied van de Betsileo. Voordat de Merina in 1830 het grondgebied innamen, leefden er de Lalangina, de Isandra en diverse andere kleine gemeenschappen, bestuurd door dorpshoofden en monarchen. Wanneer een koning gekroond werd, plantten de inwoners een vijgenboom aan het oosten van zijn woning. Na zijn overlijden werd de begrafenisceremonie onder diezelfde boom gehouden. Vervolgens werden zaden van de boom geplant om de gedachtenis aan zijn regering te bewaren.
Onder de heerschappij van de Merina gaven deze volken samen zichzelf de naam Betsileo, 'te talrijk om te overwinnen' (van be tsy leo, letterlijk: 'veel-niet-vermoeid'). De Merina-koningin Ranavalona I liet Fianarantsoa bouwen, als hoofdstad van de provincie Betsileo.
Slavernij kwam veel voor onder de Betsileo. Misdadigers en krijgsgevangenen werden vaak tot slaaf gemaakt en ook werden ze gekocht op de slavenmarkten van de Bezanozano. Frankrijk maakte een eind aan slavernij aan het einde van de 19e eeuw, maar nakomelingen van slaven worden nog steeds regelmatig gediscrimineerd.

## Maatschappij en cultuur

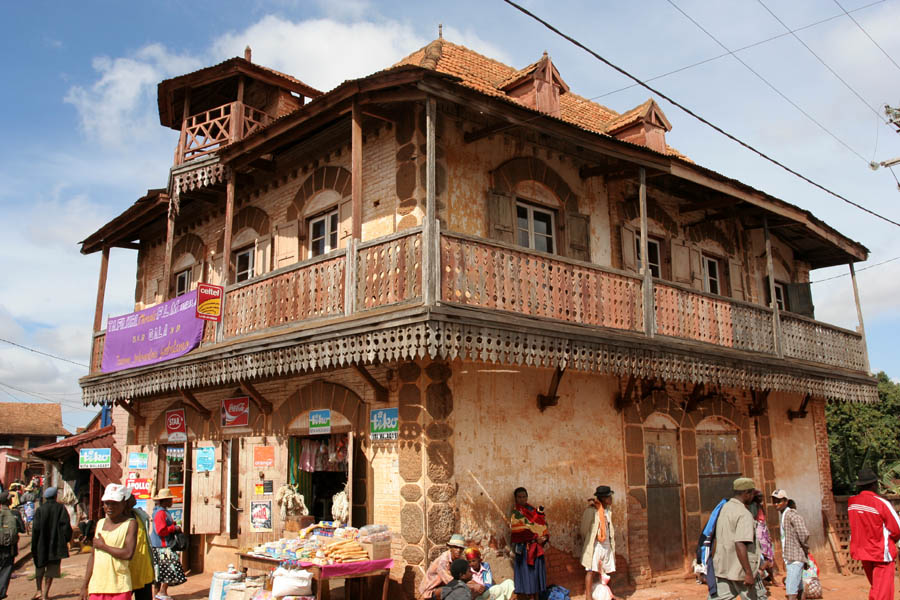
centrum van Ambalavao

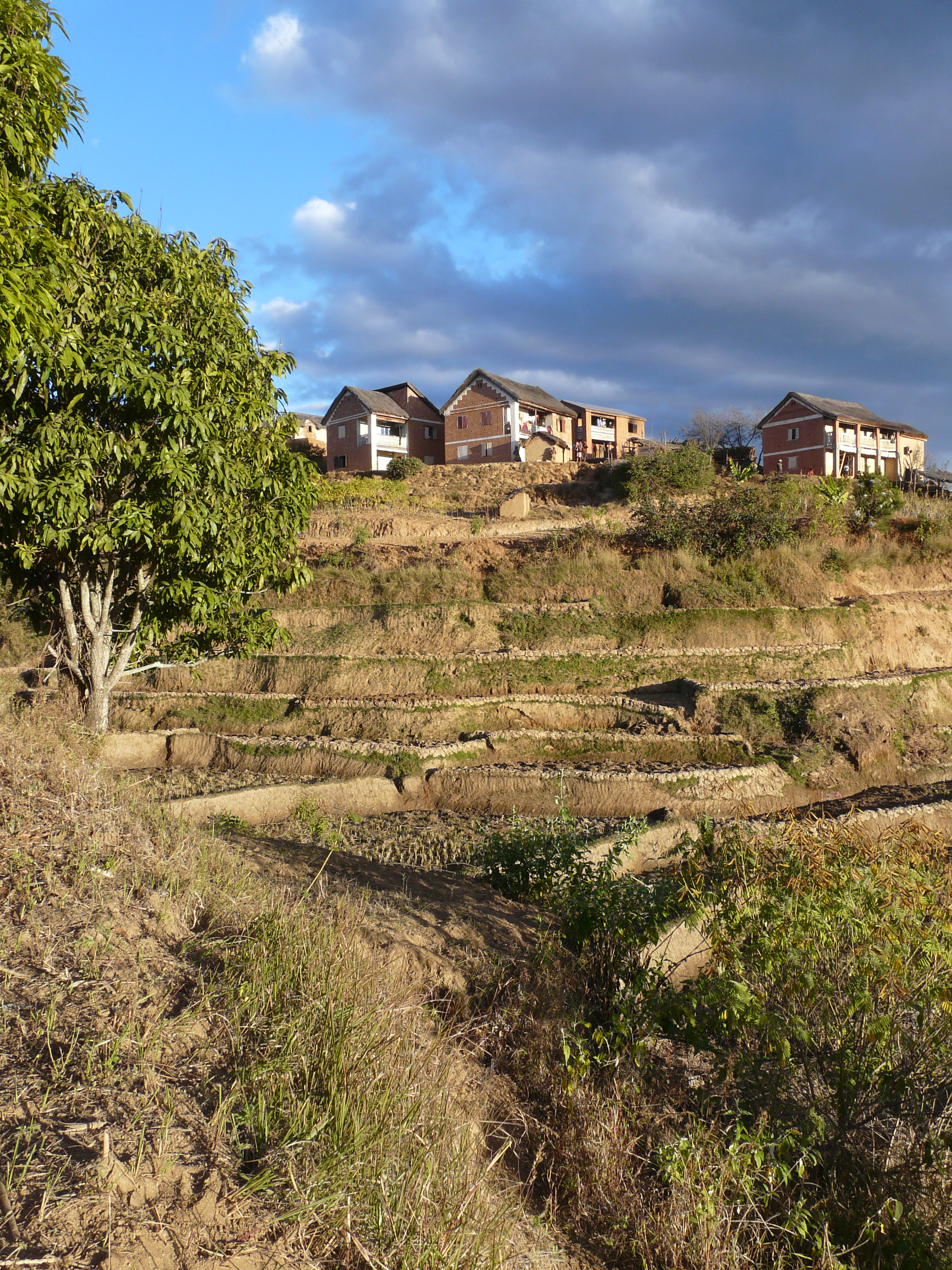
een Betsileo-dorp

De nazaten van Betsileo-heersers en andere edelen worden hova Betsileo genoemd, normale leden van de middenstand heten olompotsy en nakomelingen van slaven hovavao. De Betsileo kennen een hechte gezinsband en een grote sociale controle. Voor belangrijke beslissingen gaan ze naar vergaderingen waar hun dorpsoudste een uiteindelijke beslissing zal nemen. Deze dorpsoudste wordt door het dorp zelf gekozen, door de regering aangestelde dorpsoudsten en politieagenten worden nauwelijks erkend. Veediefstal en andere criminaliteit komt daardoor veel voor in het gebied van de Betsileo.

### Leefgemeenschap
Veel Betsileo leven in de eerder opgenoemde steden. Overige leefgemeenschappen variëren sterk in omvang, de kleinste gehuchten tellen rond de 75 inwoners. De meeste van deze nederzettingen liggen op hoger gelegen plekken, en omgeven door rijstvelden, graven en weiden voor het vee. Als de nederzetting niet in de buurt ligt van een rivier of beek, wordt meestal een kanaal gegraven. In het verleden waren ook versterkingen gebouwd op de hoger gelegen bergen. De huizen zijn gemaakt van baksteen, hout, vlechtwerk en leem. Gemetselde huizen hebben soms meerdere verdiepingen en pannendaken.

### Landbouw, industrie en handel
Veel Betsileo zijn boeren en verbouwen voornamelijk rijst, een bezigheid waarbij alle leden van het gezin worden betrokken. De rijstvelden zijn vaak geïrrigeerd en bemest door de mest van zeboes. In het verleden werd de rijst ondergronds bewaard, in kelders gemaakt van klei. Naast rijst verbouwen de Betsileo ook tabak en katoen voor eigen gebruik en export. Bovendien bezitten de Betsileo veel mijnen waar leisteen, pyriet en ijzererts worden gewonnen.
Zeboes zijn erg belangrijk voor de Betsileo, ze worden bijvoorbeeld gebruikt voor het trekken van karren en ploegen. Soms worden ze door de Betsileo gefokt, maar steeds vaker worden ze gekocht op de markt. 

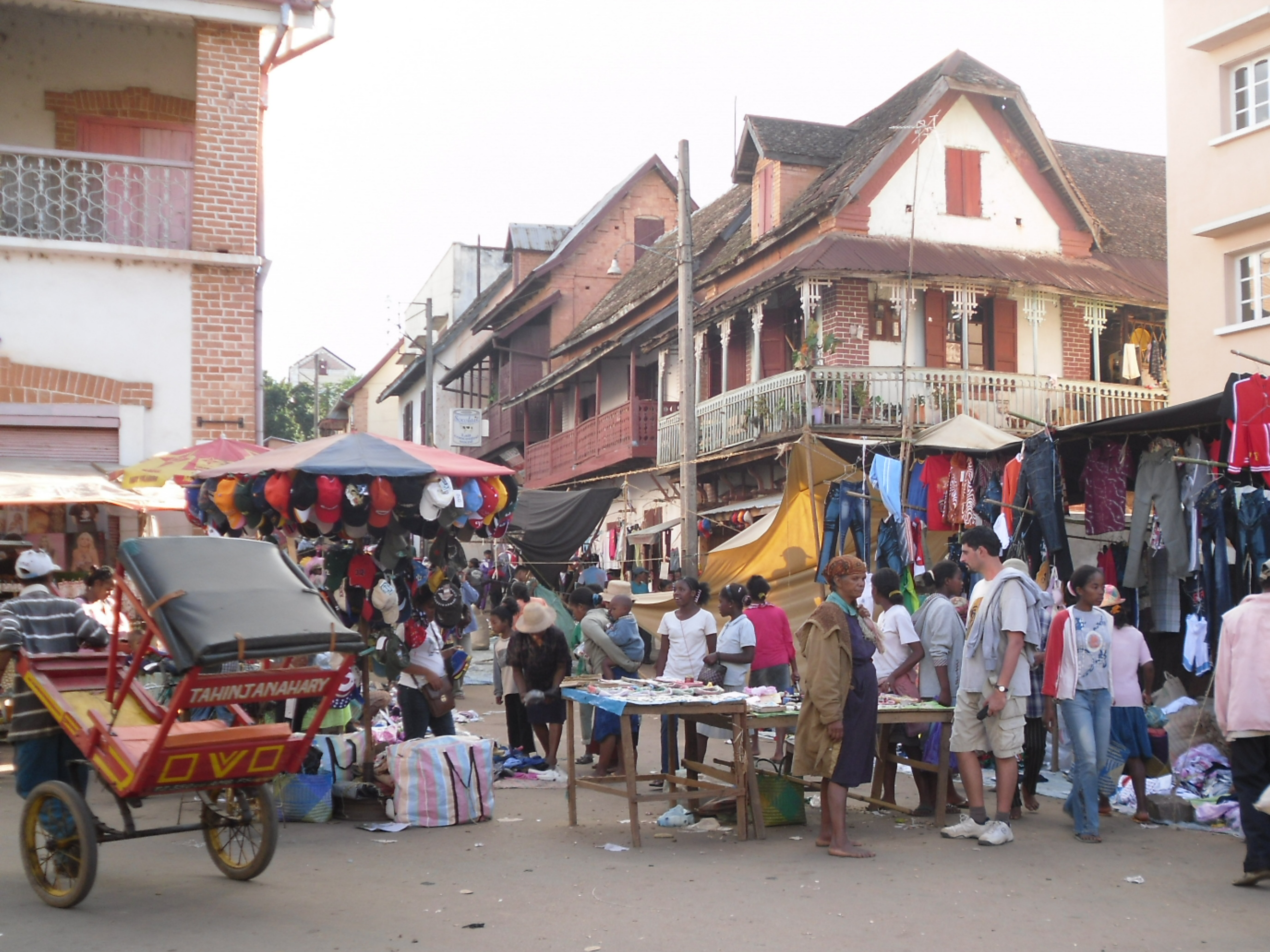
een markt in Ambositra

Markten vormen al eeuwenlang een belangrijk element in het leven van de Betsileo. Deze markten worden wekelijks gehouden en bieden een ruime keus in lokale en importproducten, zoals kleding, groenten, fruit en vee. De zeboes die verkocht worden komen uit alle regio's van Madagaskar, zelfs uit de zuidelijkste regio Androy.

### Voedsel
De Betsileo leven voornamelijk van hun zelfverbouwde rijst en vlees. Zeboes worden hier zelden voor gebruikt, deze worden enkel geslacht voor ceremoniële doeleinden. Verder eten de Betsileo groenten, aardappelen, bonen, uien, pinda's en eigen gekweekt fruit en drinken ze eigen verbouwde koffie.

### Familie
Bij huwelijken geeft de familie van de man huwelijksgeschenken aan die van de vrouw. Vaak leven man en vrouw samen en trouwen pas als de vrouw zwanger wordt. Een delegatie uit het dorp van de man gaat dan naar het dorp van de vrouw om haar en haar kind op te halen. Haar ouders blijven haar als lid van de familie beschouwen, ook al gaat ze naar een ander dorp. Wanneer de vrouw sterft, zal haar familie haar lijk vragen om het te begraven in het familiegraf. Meestal wordt dit geweigerd en wordt ze begraven in het familiegraf van de man.
De Betsileo gebruiken dezelfde term voor eigen kinderen en die van broers en zussen: zanaka. Wanneer kinderen geboren worden, veranderen de ouders meestal hun naam. Hierbij neemt de vader de naam van zijn nieuw geboren kind aan met het voorvoegsel ray (vader), en de moeder met het voorvoegsel reny (moeder). Het jongste kind blijft gewoonlijk in het ouderlijke huis totdat een van zijn ouders sterft.

### Kunst

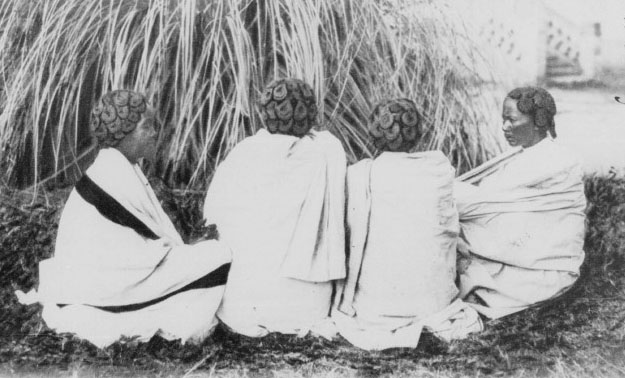
kunstige kapsels van Betsileo-vrouwen

De Betsileo zijn niet bedreven in het maken van muziek. Bij speciale gelegenheden, zoals een begrafenis, worden meestal Merina-muzikanten ingehuurd. Ook voor het maken van graven roepen de Betsileo de hulp in van de Merina. 
Het weven van lamba is de belangrijkste Betsileo-kunstvorm. Dit zijn van ruwe zijde gemaakte doeken en dienen als mantels en lijkwaden. De zijde, verkregen van de zelf geteelde zijdewormen, worden voorzien van zilveren of loden kralen. Deze worden echter steeds minder vaak gemaakt, tegenwoordig komen veel van deze doeken recht uit de fabriek.
Betsileo-vrouwen leggen vooral creativiteit aan de dag met het maken van ingewikkelde kapsels. Vroeger waren de Betsileo ook befaamd om hun traditionele tatoeages, maar deze komen nauwelijks meer voor.

## Religie
Christelijke zendelingen hebben veel succes geboekt bij de Betsileo, veel van hen zijn tot het christendom bekeert. Toch blijven ze meestal vasthouden aan hun eigen animistische gebruiken en geloven nog steeds in fady (Malagassisch voor 'taboe') en bovennatuurlijke wezens, zoals hun goden, overleden voorouders en goede en kwaadaardige geesten. Ze geloven in de scheppergod Andriananahary, maar die zou zich zelden mengen in menselijke aangelegenheden. Een andere Malagassische god, Andriamanitra werd door missionarissen als equivalent van Jezus Christus bestempeld.

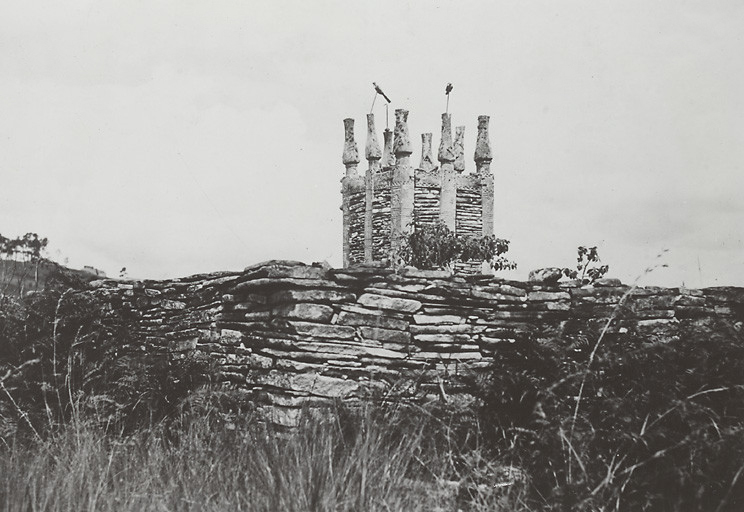
Betsileo-graf

### Begraafplaatsen
In het gebied van de Betsileo staan verscheidene stenen constructies verspreid. Dit zijn meestal familiegraven of gedenktekens van overleden Betsileo die niet in zijn thuisland begraven kon worden. Ook begraven de Betsileo hun doden in natuurlijke grotten. Uitleggen waar een graf zich bevindt is fady, net als het antwoorden op de vraag welke familieleden zich in het graf bevinden. Van de Merina hebben de Betsileo het famadihana overgenomen, het 'omdraaien van de beenderen', waarbij het lijk wordt opgegraven, van een nieuw doodskleed wordt voorzien en weer ritueel begraven wordt.

### Fanany
Bij enkele Betsileo-stammen bestaat het geloof dat sommigen na hun overlijden transformeren in een bepaalde waterslang, die ze fanany noemen. De bedoelde waterslang heeft zwarte, witte en oranje ringen, een link naar de kleurrijke lamba die de Betsileo dragen. Wanneer zo'n waterslang op het land komt, wat zelden gebeurt, vangen de Betsileo hem en proberen uit te vinden wie hij was. Hierbij gaan ze onder andere na welke familieleden onlangs overleden zijn. Vervolgens voeren ze de slang rijst, melk en honing en wordt er een speech gehouden waarin hij wordt bedankt voor zijn komst.